# Bolbas
Bolbas (en griego, Βόλβαι) fue una antigua ciudad griega de Caria. 
Perteneció a la Liga de Delos puesto que aparece mencionada en los registro de tributos a Atenas de los años 453/2 y 446/5 a. C. donde pagaron un phoros de 1000 dracmas. Es mencionada también por Esteban de Bizancio.
Se desconoce su localización exacta.